# Zámoly
Zámoly es un pueblo del distrito de Székesfehérvár, en el condado de Fejér, Hungría.

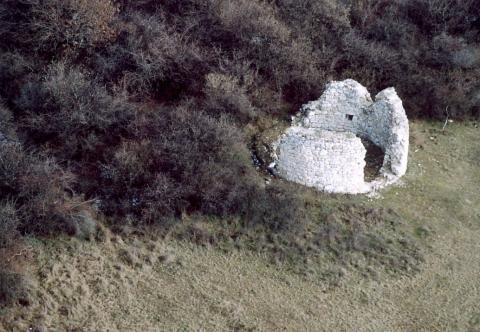
Zámoly, ruinas desde arriba